# Melanomma lichenicola
Melanomma lichenicola är en lavart som beskrevs av Diederich. Melanomma lichenicola ingår i släktet Melanomma och familjen Melanommataceae.   Inga underarter finns listade i Catalogue of Life.